# 장쩌민
장쩌민(중국어 간체자: 江泽民, 정체자: 江澤民, 병음: Jiāng Zémín, 한자음: 강택민, 1926년 8월 17일~2022년 11월 30일)은 중화인민공화국의 정치인으로 중국공산당 중앙위원회 총서기 겸 중국공산당 주석(1993년~2003년)이다. 1993년 3월 국가 주석에 선출됨으로써 당과 정부의 전권을 완전히 장악하였다.

## 어린 시절과 경력
당시 중화민국 장쑤성 양저우에서 태어났다. 그의 부친은 동생 중 하나가 그 당시 불법이었던 공산당에 입당하여 투쟁에서 사망한 후, 어린 장쩌민을, 자식이 없던 그 동생의 집에 양자로 보냈다. 장쩌민은 1943년 상하이 자오퉁 대학에 입학하였으며 1946년 중국공산당에 입당하여 지하 활동을 계속하였고, 이듬해 상하이 자오퉁 대학에서 전기공학과를 전공하여 졸업하였다.
1949년 중국공산당이 중국 대륙에 권력을 차지한 후, 장쩌민은 상하이에서 몇몇의 직위들을 취하였는 데 중국공산당 위원회의 서기장, 식품 공장, 비누 공장, 기계 공장의 공장장을 지냈다.
1955년 그는 모스크바에 있는 스탈린 자동차 공장에 연수생으로 보내졌다. 이듬해 귀국 후, 1966년까지 창춘, 우한, 상하이 등지를 옮겨가며 공장관리자 및 공업연구소 책임자로 일하였다.
문화대혁명이 시작되자 곧 당과 공직에서 추방되어 10년 동안 피신생활을 하다가, 1976년 국무원 제1기계공업부 책임자로 복귀하였다. 1980년 국가 수출입관리위원회 부주임·외국투자관리위원회 부주임을 거쳐 전국 인민정치협상회의 위원이 되었다.
1983년 국무원 전자공업부장(장관)에 오르고, 1984년 국무원 전자공업 진흥위원회 부위원장을 지냈다. 1985년 상하이 시장이 되고, 1987년 상하이시의 당 서기장직도 겸직, 당 중앙정치국 위원으로 선출되면서 중국의 핵심인물로 떠올랐다.

## 초기 리더십
장쩌민은 당 안에서 공평하게 상당히 작은 권력 기반과 함께 1989년 국가의 최고 직업으로 올라가 매우 적은 사실상 권력을 가졌다. 그의 가장 신뢰할 수 있던 동맹자들은 권력을 가진 연상의 당원들 - 천윈과 리셴녠이었다. 그는 덩샤오핑에게 더욱 안정적인 후계자가 자리에 놓일 수 있었을 때까지 단순하게 과도기 인물로 믿어졌다. 양상쿤과 그의 동생 양바이빙 같이 다른 현저한 당과 군사 인물들은 쿠데타를 계획한 것으로 믿어졌다. 장쩌민은 첫 몇년에 자신의 리더십으로 지원자로서 덩샤오핑을 이용하였다. 신보수주의 관점으로 믿어졌던 강택민은 "중산계급 자유주의"에 대항하는 경고를 하였다. 하지만 등소평의 믿음은 중국에 공산주의 통치의 합법성을 지키는 데 단 하나의 해결은 지속적으로 현대화와 경제 개혁을 위하여 지속적으로 추진하는 것을 규정하였고, 따라서 자신을 장쩌민과 역경에 놓았다.
1989년 톈안먼 사건이 일어난 후 중국공산당 중앙정치국 상무위원회의 첫 회의에서 장쩌민은 이전의 시기를 "경제에 완고하고 정치에 연약한" 것으로서 비판하였고, 증가하는 정치적 사상 작업을 옹호하였다. 앤마리 브래디는 "장쩌민은 이념적 작업과 그 중요성을 위한 후각과 함께 장기적 정치 핵심이었다. 이 회의는 중국에서 선전과 정치적 사상 작업에서 새로운 시대의 시작을 특정지었다."고 썼다. 곧 후에 중국공산당 중앙선전부는 "선전에 관련된 작업 단위로 들어가는 권력을 포함하고 민주화 운동의 지자자로 지내온 자들의 계급을 정화하는" 더욱 많은 방책들과 권력이 주어졌다.
덩샤오핑은 1992년 장쩌민의 리더십에 관한 비판적이 되었다. 덩샤오핑의 남부 순방 중에 그는 개혁의 속도는 충분히 빠르지 않았고 "중앙적 리더십"이 가장 많은 책임을 가졌다고 미묘하게 제안하였다. 장쩌민은 더욱 신중해졌고 덩샤오핑의 개혁들 뒤에 완전히 집결하였다. 1993년 장쩌민은 중국의 중앙적으로 계획된 사회주의 경제를 본질적으로 정부 규제의 자본주의 시장경제로 옮기는 데 새로운 "사회주의 시장경제"를 만들어냈다. 동시에 장쩌민은 덩샤오핑의 자신감을 되찾은 후, 상하이에서 온 많은 자신의 지지자들을 높은 정부 직위들로 승진시켰다. 그 일은 덩샤오핑의 "중국의 형질과 함께 한 사회주의"의 실현을 받아들이는 데 큰 단계였다. 그는 혁명적 당의 연장자들로 구성된 자문 기관 구식의 중국공산당 중앙고문위원회를 폐지하였다. 그는 1989년 중국공산당 총서기와 중앙군사위원회의 의장이 되었고 1993년 3월 주석으로 자신의 선거에 의하여 이어졌다.

## 최고 지도자

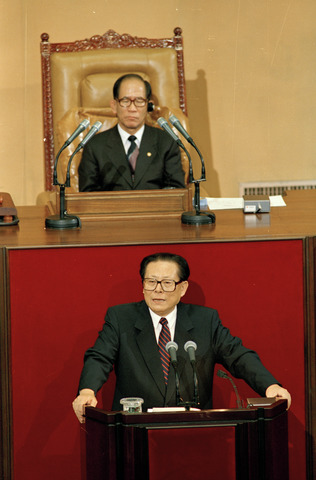
대한민국 국회에서 연설하는 장쩌민 주석 (1995년)

1990년대 초반에 톈안먼 사건 이후의 경제 개혁들은 안정화되었고 국가는 철저한 성장 궤적에 있었다. 동시에 중국은 무수한 경제와 사회 문제들을 향하였다. 1997년 덩샤오핑의 국장에서 장쩌민은 연장자 정치인의 찬사를 전했다. 장쩌민은 정치적 부패와 전국의 안정화를 위하여 재빠르게 자라나는 지방적 경제와 함께 중국 만연을 물러받았다. "어떤 지역들은 다른 지역들 전에 부유해질 것이다"라는 덩샤오핑의 정책은 해안 지방과 내부의 성들 사이에 개방 부의 격차로 이끌었다. 새로운 경제적 성장과 중공업의 다수에서 규제 완화는 많은 국유 기업들의 폐업으로 이끌어 "톄판완" (鐵飯碗)을 깼다.
결과로서 실업률이 급등하여 어떤 도시 지역들에서 40 퍼센트 만큼 높이 올라갔다. 증권시장들은 크게 변동하였다. 도시 지역들로 시골 이동의 비율은 어느 곳에 새로웠고 약간은 여태까지 증가한 도시-시골 부의 격차를 해결하는 데 이루어졌다. 공식적 보고들은 10 퍼센트에 부패한 공무원에 의해 움직여지고 학대를 당한 중국의 국내총생산의 퍼센티지에 풍채를 놓았다. 문관과 군사 공무원들로부터 발행된 불법 채권의 혼란스러운 환경은 해외에서 끝난 부패한 부유의 거의에 결과를 가져왔다. 조직 범죄의 재출현과 범죄율에서 급증은 도시들을 괴롭히기 시작하였다. 환경의 멸망에 부주의한 자세는 지식인들에 의한 목소리를 높인 심화를 우려하였다.
경제에서 장쩌민의 가장 큰 목표는 안정성이었고, 그는 높이 중앙화된 권력과 함께 안정된 정부가 전제 조건이 될 것을 믿어 진행 중인 문제들을 악화시킨 지배의 많은 측면들에서 정치적 개혁을 연기하는 데 선택하였다. 장쩌민은 경제특구와 해안 지방들을 개발하는 데 지속적으로 자금을 쏟아부었다. 1996년에 시작에서 장쩌민은 자신 아래 "리더십의 핵심" 흥행에서 목표가 된 국가 통제의 대중매체에서 개혁의 일련을 시작하였고 동시에 자신의 어떤 정치적 상대들을 압도하였다. 대중매체에서 성격 향상들은 덩샤오핑 시대 동안 크게 눈살을 찌푸렸으며 1970년대 후반에 마오쩌둥 시대 이래 보여지지 않았다.
인민일보와 CCTV의 오후 7시 신문연파는 2006년 후진타오의 대중매체 행정부 변화들이 있을 때까지 남아있던 사실로 각각 장쩌민에 관련된 이벤트들을 정면의 페이지 혹은 중요한 소식으로 가졌다. 장쩌민은 서방 대중매체에서 격의 없어 보였고, 2000년 베이다이허구에서 CBS의 마이크 월리스와 전례없는 인터뷰를 하였다. 그는 카메라의 앞에서 가끔 외국어를 썼으며 항상 유창하지는 않았다. 2000년 홍콩의 기자와 만남에서 홍콩 행정장관으로서 두번째 기간을 추구하는 데 둥젠화를 지지하는 중앙 정부의 명백한 "제국 명령"을 여긴 장쩌민은 영어로 "too simple, sometimes naive" (너무 단순하고, 때때로 순진하다)로서 홍콩의 저널리스트들을 꾸짖었다. 그이벤트는 그날 밤 홍콩의 텔레비전에 보여졌다.

### 파룬궁에 대한 단속
1999년 7월 장쩌민은 파룬궁에 대한 단속하는 데 법외부서 610 판공실을 설립하였다. 쿡 앤드 레미시는 이것은 장쩌민이 인기있는 새로운 종교 운동이 "중국공산당과 국가 기구를 조용히 침투하고 있었다"는 것을 걱정하고 있었다고 진술한다. 7월 20일 보안군은 자신들이 지도자들로서 식별한 수천명의 파룬궁 결성자들을 체포하였다. 이어진 박해는 파룬궁 결성자들의 대규모 임의 투옥과 강압적인 재교육은 물론 선전의 전국적인 캠페인을 특징으로 어쩌다 사망에 결과를 가져왔다.

### 외교 정책

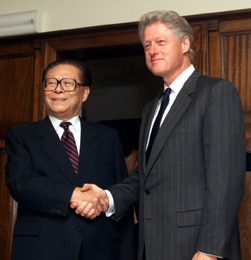
빌 클린턴 미국 대통령과 함께 (1999년)

1997년 장쩌민은 미국으로 획기적인 국가 방문에 가 티베트 독립운동에서 중국 민주화 운동의 지지자들까지 항의에서 다양한 관중을 끌어들였다. 그는 하버드 대학교에서 연설 (그중에 일부는 영어로)을 하였으나 민주화와 자유에 의문들을 탈출할 수 없었다. 빌 클린턴 대통령과 공식 정상 회담에서 불일치 영역들을 거의 무시한 동안 장쩌민과 클린턴이 공통점을 찾으면서 어조가 이완되었다. 클린턴은 1998년 6월 중화인민공화국을 방문하려고 했고 중화인민공화국과 미국은 적이 아닌 세계에서 파트너였다는 것을 단언하였다. 1999년 미군이 이끈 베오그라드 중화인민공화국 대사관 공습 사건이 일어났을 때 장쩌민은 본국에서 가혹한 입장을 취한 것 같았으나 실제로 확실한 행동 없이 항의의 상징적인 몸짓을 한 것 뿐이었다. 장쩌민의 외교 정책은 가장 대부분 수동적이고 비대립적을 위해서였다. 장 크레티앵 전 캐나다 총리와 개인적 친구였던 장쩌민은 해외에서 중국의 경제적 지위를 강화하여 무역이 미국의 경제 영역으로 크게 국한 국가들과 따뜻한 관계를 설립하는 데 시도하였다. 이것에 불구하고 장쩌민의 재직 동안 중미 간에 최소한 3개의 심각한 발적들이 있었는 데 제3차 타이완 해협 위기(1996년), 나토의 세르비아 공습과 하이난섬 사건(2001년 4월)이었다.

### 경제 개발
장쩌민은 경제에서 전문화하지 않았고 1997년 국가의 경제 관리의 대부분을 총리가 된 주룽지에게 넘기고 아시아 금융 위기를 통하여 직무에 남아있었다. 그들의 합동 리더십 아래 중국 본토는 해마다 8 퍼센트 국내총생산 성장의 평균을 유지하여 주요 세계 경제에서 1인당 경제성장의 최고 속도를 달성하였고, 놀라운 속도로 전세계를 놀라게 하였다. 이 일은 시장경제로 전환 과정을 지속하면서 대부분 달성되었다. 중국에 강한 당의 통치는 세계무역기구에 가입하는 데 중화인민공화국의 성공적인 입찰과 2008년 하계 올림픽을 개최하는 데 베이징이 이긴 입찰에 의하여 접합되었다.

### 삼개대표사상
자신이 지도자들의 젊은 세대에게 양도하기 전에 장쩌민은 2002년 제16차 중국공산당 전당대회에서 마르크스-레닌주의, 마오쩌둥주의와 덩샤오핑주의와 더불어 당의 헌법으로 들어가 삼개대표사상에 관한 자신의 이론을 썼다. 비판들은 이것이 장쩌민의 개인숭배에 추가된 또다른 표본인 뿐이었다고 믿었고, 다른이들은 이론의 실용적인 적용을 중국공산당의 미래 지도에서 안내하는 관념으로 보았다. 국제 대중매체에 의하여 모든 직위에서 물러날 것으로 크게 추측된 그의 라이벌 리루이환의 2002년 사임은 장쩌민을 재고하도록 분석가들을 유도하였다. 삼개대표사상의 이론은 마르크스-레닌주의 원칙들로 자신의 전망을 확장시켜 이전 중국의 마르크스주의 철학자들 마오쩌둥과 덩샤오핑의 곁으로 자신을 승진시키는 장쩌민의 노력으로 많은 정치 분석가들에 의하여 믿어졌다.

## 퇴임 이후
2002년 후진타오에게 중국공산당 중앙위원회 총서기직을 넘긴 뒤에도 국가주석직과 군사위원회 주석직을 보유하고 있었다. 2003년 3월 국가주석직을 후진타오에게 넘긴 뒤 1년 정도 군권을 장악하고 있다가 2004년 정계에서 물러났다.
현지 시간 2022년 11월 30일 낮 12시 13분 상하이에서 백혈병과 다발성 장기부전으로 서거했다.

## 같이 보기
- 상하이방